# Alonuszka
Alonuszka, ros. Алёнушка – obraz olejny Wiktora Wasniecowa, namalowany w 1881 roku, przechowywany jest w Galerii Tretiakowskiej.

## Historia obrazu
Podstawą do namalowania obrazu posłużyła bajka O siostrzyczce Alonuszce i braciszku Iwanuszce (О сестрице Алёнушке и братце Иванушке). Pracę nad dziełem Wasniecow rozpoczął w 1880 roku, gdy przebywał w Abramcewie w posiadłości swego mecenasa Sawwy Iwanowicza Mamontowa. Modelką dla Wasniecowa była prosta chłopska dziewczynka. Z tego okresu zachowało się kilka szkiców i pejzaży znad rzeki Woria. Praca została ukończona zimą w 1881 roku już w Moskwie. Malarz wysłał Alonuszkę na wystawę pieredwiżników. Obraz spotkał się z pozytywnym odbiorem. Krytyk Igor Grabar nazwał go jednym z najlepszych dzieł rosyjskiej szkoły malarstwa.

## Opis obrazu
Malarz wyraził w Alonuszce istotę rosyjskiej bajki. Obraz jest jednym z najbardziej poetyckich dzieł Wasniecowa.
Kompozycja dzieła jest zbudowana w określonym porządku. Główną postacią obrazu jest skulona nad wodą dziewczynka. Malarz nadał jej cechy pokornej, pomiatanej przez lokalne społeczeństwo sierotki (ten motyw często pojawiał się w bajkach ludowych). Widać, że dziewczynka już przez długi czas siedzi na białym kamieniu nad rzeką, jak gdyby sama zamieniła się w głaz.
Alonuszka uosabia jesienną przyrodę, jej barwy, kształty, zachowanie. Dziewczynka i przyroda są smutne. Oczy bohaterki wyrażają niemą rozpacz. Zarówno wzrok dziewczynki, jak i otchłań wody przyciągają widza swoim podobieństwem. Z oczu Alonuszki kapią łzy, ten smutek przyroda wyraża poprzez opadające z drzew liście. Bohaterka ma włosy w kolorze opadających rudych liści drzew. Pochyłe rośliny powtarzają skuloną pozycję dziewczynki, co stwarza wrażenie płynności, a jednocześnie poczucia, że natura roztacza nad Alonuszką opiekę.
Symbolem ciężkiego sierocego losu Alonuszki są rosnące nad rzeką drżące osiki, jednak optymizmem napawają siedzące nad głową dziewczynki na gałęzi jaskółki, będące zwiastunkami dobrych wieści.